# 本山真二
本山 真二（もとやま しんじ）は、セガ所属のコンピューターゲーム開発プロデューサー。アミューズメントメディア総合学院ゲームクリエイター科卒。

## 人物
2000年にアミューズメントメディア総合学院を卒業するとともに、ゲーム会社へ入社しゲームデザイナーデビューを果たす。
2002年、セガに入社。
セガから発売されている、「BLEACH バーサス・クルセイド」からプロデューサーに就任。ストラテジーゲームオブザイヤーも受賞した大人気ゲーム「戦場のヴァルキュリア」シリーズの第2作目「戦場のヴァルキュリア2」からシリーズプロデューサーとして活躍。
マルチプラットフォームの新作オンラインRPG「ワールド エンド エクリプス」のプロデューサーとして、東京ゲームショウ2014のセガブースにて登壇。同作は2015年サービスイン予定。
イングランドのサッカークラブマンチェスター・ユナイテッドのファンを公言している。

## 作品
- BLEACH バーサス・クルセイド（プロデューサー）
- 戦場のヴァルキュリアシリーズ（プロデューサー）
- ワールド エンド エクリプス（プロデューサー）